# Здењек Тикал
Здењек „Стиви” Тикал (чеш. Zdeněk "Steve" Tikal; Вчелна, 18. јул 1933 − Мелбурн, 20. новембар 1991) био је аустралијски хокејаш на леду чешког порекла. Играо је на позицијама нападача. Рођен у тадашњој Чехословачкој, године 1948. заједно са оцем напушта родну земљу и бежи у Аустралију, док су његова мајка и брат близанац Франтишек, такође хокејаш, остали. 
Током каријере играо је искључиво за тимове из Мелбурна (1950−1963. године).
Био је део репрезентације Аустралије на Зимским олимпијским играма 1960. у америчком Скво Валију. Здењек се, управо током трајања олимпијског турнира, по први пут након 12 година видео са братом Франтишеком који је био део репрезентације Чехословачке. Аустралија, за коју је наступао Здењек, играла је против Чехословачке у чијим редовима се налазио Франтишек Тикал, и био је то једини случај у историји светског спорта где су се два брата близанца такмичила за две различите државе. Здењек је током те утакмице доживео прелом руке, те је то био и његов једини наступ у каријери за репрезентацију Аустралије. 